# Yakuza Kiwami
Yakuza Kiwami — пригодницька гра, розроблена командою Ryu Ga Gotoku Studio та видана компанією Sega для PlayStation 4. Це ремейк оригінальної Yakuza, випущеної на PlayStation 2 у 2005 році. Гра вийшла на PlayStation 3 і PlayStation 4 у 2016 році в Японії та роком пізніше у всьому світі. Вона також була портована на Windows через Steam у всьому світі у 2019 році, на Xbox One у 2020, на Amazon Luna у 2022 та на Nintendo Switch у 2024 році. У жовтні 2024 року Sega повідомили, що перші сім основних ігор серії отримають лімітований перевипуск у вигляді окремих колекційних фізичних видань. На відміну від оригінальної Yakuza, західні версії Yakuza Kiwami не мають англомовного дубляжу.
Хоча основний сюжет в більшості своїй залишився без змін, головними відмінностями доданими у Yakuza Kiwami стали: оновлена графіка, рушій, що використовувався у Yakuza 5 та Yakuza 0 і бойова механіка з останньої; перезаписана озвучка; і нові елементи сюжету, яких не було в оригіналі — сцени-спогади, які додають контекст до перетворення Акіри Нішікіями з кращого друга і брата Кірію на холодного і безжального головного антагоніста гри, та значне розширення відносин між Кірію і іншим постійним персонажем серії Ґоро Маджімою. Через те, що гра побудована на рушії Yakuza 0 і містить багато сюжетних відсилок на неї, Yakuza Kiwami (на відміну від оригіналу) можна вважати повноцінним продовженням Yakuza 0.

## Ігровий процес
Yakuza Kiwami — це пригодницька гра у жанрі побий усіх з відкритим світом і видом від третьої особи, де гравець управляє Казумою Кірію. Як і в 0, в Kiwami представлено чотири бойові стилі, між якими гравець може перемикатися під час бою: збалансований стиль «Задира» (англ. Brawler), повільний і потужний стиль «Звір» (англ. Beast), слабкий, але швидкий стиль «Шаленець» (англ. Rush) і традиційний стиль Кірію — «Дракон Доджіми». Але через те, що Кірію довгий час провів у в'язниці, на початку гри йому буде доступна обмежена кількість прийомів. Просуваючись по сюжету і б'ючись з різноманітними ворогами, життєві показники Кірію та арсенал доступних бойових прийомів збільшується. У грі використовуються ті ж прийоми, що і в Yakuza 0, але на відміну від приквелу, кожен стиль бою отримав особливий вид контратак — «Сутність екстриму» (англ. Kiwami essence), які можна використовувати проти босів, що у свою чергу мають власні унікальні прийоми. Гравці зароблятимуть як внутрішньоігрову валюту, так і очки досвіду, перемагаючи ворогів або виконуючи побічні завдання. Очки досвіду можна використати для вивчення нових прийомів, підвищення життєвих показників Кірію, наприклад, збільшення шкали здоров'я та шкали адреналіну, що дозволяє використання особливо ефектних добивань. Внутрішньоігрову валюту можна витратити на придбання спорядження або предметів для зцілення, а також на різноманітні міні-ігри та побічні активності.
Kiwami представляє нову ігрову систему під назвою «Усюди Маджіма» (англ. Majima Everywhere). Ця механіка змушує Кірію битися з Маджімою Ґоро майже в будь-якому місці гри. Маджіма з'являтиметься випадковим чином під час дослідження ігрової мапи, а також у заздалегідь визначених локаціях. Єдиний спосіб посилити бойовий стиль Дракон Доджіми — це битви з Ґоро, який буде кидати виклик Кірію не тільки заради бойових сутичок, а і під час звичайних міні-ігор, наприклад, дартсу чи боулінгу.
Традиційно для серії, в Kiwami представлений широкий асортимент міні-ігор, всього яких тут сімнадцять: колекційна карткова гра «Мезукінг», що зроблена за зразком існуючої гри від Sega Mushiking, кран-машина, фотобудка, кишенькові перегони (англ. Pocket Circuit Racing), боулінг, пул, дартс, шьоґі, караоке, хостес-клуб, бейсбол, маджонґ, ігри в кості, бакара, рулетка, покер і блекджек.

## Сюжет
Оригінальний сюжет першої гри серії залишився без змін, за винятком розширення мотивації головного антагоніста, Акіри Нішікіями (Казухіро Накая), і дещо зміненого характеру постійного другорядного персонажа серії, Ґоро Маджіми (Хіденарі Уґакі).
Історія Нішікіями розказана у флешбеках і зосереджена на його перетворенні з кращого друга і названого брата Кірію (Такая Курода) на холодного і безжального боса якуза, що пішов на вбивство і зраду близьких людей заради своїх амбіцій. Перед доленосною сутичкою з Доджімою, у дружній розмові Нішікіяма пояснює Кірію, що його тяжко хвора сестра саме чекає на важку операцію, яка може стати для неї останньою. Незабаром Кірію дізнається, що його бос, Сохей Доджіма викрав Юмі Савамуру (Сакамото Маая), подругу дитинства обох чоловіків і кохану Кірію, а Нішікіяма переслідує їх. Прибувши до офісу родини Доджіма і побачивши, що той намагається зґвалтувати Юмі, Нішікіяма холоднокровно його застрелив. Нішікіяма вирішує взяти на себе відповідальність за вбивство патріарха власної організації якуза, але Кірію наполягає понести покарання замість нього, щоб той міг провести час зі своєю вмираючою сестрою.
Невдовзі після вбивства, Нішікіяма все частіше починає чути розмови серед інших членів організації про те, що краще б саме Нішікіяма пішов за грати замість Кірію. Через рік Нішікіяма нарешті отримує звістку про те, що він буде керувати власною організацією. Нішікіяма вдячний і щасливий дізнатися, що його названий батько і капітан Клану Тоджьо, Шінтаро Казама, вірить у нього і навіть віддав йому кількох своїх найдосвідченіших людей, котрі допоможуть йому вести бізнес. Але в той же час йому говорять, що справжня причина дати йому власну організацію якуза — це допомогти Кірію в майбутньому приєднатися до клану Тоджьо. При знайомстві зі своїми «підлеглими» Нішікі стає зрозуміло, що ті відкрито його зневажають і насміхаються, а Мацушіґе (один з ветеранів, якого з барського плеча віддав йому названий батько) є найбільш нестерпним, заявляючи, що не буде виконувати накази нікого, окрім Кірію.
Сестрі Нішікіями терміново потрібна пересадка серця і на пошук донора потрібен час, якого у неї немає, лікар через свої нелегальні зв'язки пропонує за ¥30 млн знайти необхідного донора. Нішікіяма відчайдушно намагаючись врятувати сестру, погоджується на угоду і просить Мацушіґе дістати йому необхідну суму, чого б це не коштувало, спонукаючи того вибивати гроші з власників маленьких бізнесів на території родини Казама. Дізнавшись про це, капітан сім'ї Казама, жорстоко карає Нішікіяму, наголошуючи, що Кірію був би кращим лідером. Нішікіяма остаточно переконується, що вся організація ненавидить його після того, як голова іншої сім'ї якуза, Футоші Шімано, прилюдно звинувачує Казаму в тому, що він навмисно дав Нішікіямі людей, яких той не може контролювати, додаючи, що Нішікіяма повинен навчитися дбати про себе, а не про Кірію. Зрештою, Нішікіяма дізнається, що лікар був шахраєм, що взяв у нього зібрані ¥30 млн і втік, зробивши всі зусилля Нішікіями марними і прирікши його сестру на смерть. Юко помирає і остаточно зломлений Нішікіяма готується вчинити сепуку, але невчасно з'явившись, Мацушіґе у властивій йому манері починає знущатися з Нішікіями, у якого остаточно зриває клепку і він вбиває свого кривдника, ставши тою версією себе, з якою Кірію зустрінеться під час основного сюжету.
Ґоро Маджіма, що в оригінальній грі з'являвся як прохідний другорядний персонаж без якоїсь конкретної мотивації та мети, у Kiwami представлений як ексцентричний якуза, що провокує Кірію на постійні конфронтації. Маджіма, поважаючи стоїчну силу Кірію, вважає його ідеальним супротивником. Коли Кірію виходить з в'язниці, Маджіма розчаровується, що його бойові навички заіржавіли, і влаштовує серію хитромудрих і химерних сценаріїв, щоб змусити того битися і таким чином зробити його сильнішим. Незважаючи на сутички, Маджіма допомагає Кірію перемогти лояльних до сім'ї Доджіми людей і, коли Кірію відновлює свої бойові здібності, Маджіма викликає його на фінальну дуель, яку в підсумку програє. Однак Маджіма знаходить радість у суперництві з Кірію і обіцяє і надалі кидати йому виклики заради розваги.

## Розробка

Графічне порівняння оригінальної Yakuza для Play Station 3 (зліва) та її ремейку Yakuza Kiwami на Play Station 4 (справа)

Сценарист серії Масайоші Йокояма заявив, що Sega планували випустити Kiwami у 2015 році, оскільки компанія хотіла, щоб геймери насолоджувалися першою Yakuza у сучасній якості. Однак того часу команда була зайнята створенням Yakuza 0. Позитивні відгуки на приквел підштовхнули розробників до створення Kiwami. За словами Йокоями, 10-та річниця франшизи та рушій, використаний для Yakuza 0, також допомогли. Геймплей був зроблений максимально дружнім до новачків серії, з можливістю зберегти прогрес в будь-який момент гри, на відміну від попередніх тайтлів, де збереження відбувалось лише в конкретні моменти проходження. В якийсь момент розробники обговорювали ідею щодо повної заміни акторського складу, але в підсумку від цього відмовились, бо відчули, що ремейк з занадто великою кількістю змін не буде достатньо привабливим для давніх шанувальників серії.
Замість того, щоб зробити Kiwami схожою на ретро-гру зі збереженням елементів оригіналу для PlayStation 2, геймплей актуалізували до ігор восьмого покоління консолей. Під час портування гри з застарілої PlayStation 2 на PlayStation 4, команді довелося зіткнутися з величезним розбігом у якості графіки та звуку. Положення ігрової камери, що в оригінальній Yakuza не мала вільного обертання навколо персонажа, а натомість була закріплена за плечем Кірію, викликало найбільше труднощів. Щоб збільшити тривалість проходження, сюжет розширили та додали значно більше нових міні-ігор. Бойову систему повністю запозичили з Yakuza 0 і, за словами Йокоями, вони намагались зробити сутички настільки жорстокими та інтенсивними, наскільки це можливо.
Сюжет був доопрацьований, щоб зосередитися на глибині характерів персонажів, які в оригінальній грі з'являлися не надто часто. Через популярність Ґоро Маджіми серед шанувальників серії, у Kiwami він часто стикається з Кірію під час виконання гравцем побічних завдань. На переосмислення персонажу Маджіми вплинули попередні ігри серії, щоб після подій Yakuza 0, які були зосереджені значною мірою на Маджімі, зробити його основною мотивацією ідею сили. У Kiwami покращено роздільну здатність, частоту кадрів, текстури та час завантаження порівняно з оригінальною грою, а також додано додатковий контент, щоб прояснити деякі з найбільш заплутаних сюжетних моментів і тісніше прив'язати історію до подій приквела Yakuza 0.
З анонсом екранізації на основі Yakuza Kiwami та передбачаючи збільшення інтересу до франшизи від майбутніх шанувальників серіалу, у серпні 2024 року Sega анонсували одночасний з серіалом реліз гри на консолі Nintendo Switch.

## Оцінки і відгуки
| Агрегатор  | Оцінка                  |
| ---------- | ----------------------- |
| Metacritic | PS4: 80 ПК: 80 XONE: 81 |

| Видання     | Оцінка |
| ----------- | ------ |
| Destructoid | 8/10   |
| Famitsu     | 34/40  |
| GameSpot    | 8/10   |
| IGN         | 7,9/10 |
| Polygon     | 7/10   |
| Push Square | 6/10   |
| RPGamer     | 3/5    |

Yakuza Kiwami отримала «загалом позитивний» рейтинг на агрегаторі рецензій Metacritic, набравши у середньому 80 балів на всіх платформах.
У Петера Глаґовські з Destructoid Kiwami залишила по собі достатньо неоднозначне враження: «Я не думаю, що все дуже погано, але якби студія Ryu Ga Gotoku отримала більше творчої свободи і більше часу для роботи над Kiwami, я вважаю, що вони могли б повністю переробити гру, щоб краще використати бойову систему, яку представила Yakuza 0. Рабська відданість оригіналу в кінцевому підсумку шкодить загальному досвіду, але не настільки, щоб зробити цю гру поганою». Для Пітера Бравна з GameSpot боївка в Kiwami взагалі стала основним негативним аспектом всієї грі: «бої часті, повторювані і нескладні, незважаючи на їхню видиму глибину». Його доповнює рецензент з IGN, що зауважує: «Хоча три бойові стилі Кірію перейшли з Yakuza 0, Kiwami не пояснює вам, чим відрізняються ці стилі та як їх краще використовувати. На противагу цьому, в Yakuza 0 було докладено чимало зусиль, щоб навчити вас тонкощам кожного бойового стилю, що допомогло краще освоїти його для ведення бою».
Джені Гокінс з Poligon прокоментувала переосмислення персонажа Маджіми: «[…] той факт, що він був частиною історії першої гри, призводить до того, що деякі моменти часом не збігаються. Іноді здається, що Маджіма з основного сюжету і Маджіма з [доданого у Kiwami побічного контенту] це два різні персонажі […]». З нею погоджується рецензентка Medium, яка називає нову механіку «Усюди Маджіма» набридливою. Кріс Шілінг з Eurogamer також розкритикував ремейк за «передоз Маджімою», але похвалив за розширення сюжетної лінійки Нішікіями. Роберт Рамзі з Push Square був найбільш критичним стосовно ремейку оригінальної гри: «Yakuza Kiwami опинилася в дивній ситуації. Ремейк, який технічно є продовженням набагато кращої у всіх аспектах Yakuza 0, намагається запропонувати щось, окрім сюжетної лінії дванадцятирічної давнини. […] Kiwami дійсно демонструє свій вік з точки зору наративної структури та геймплея».

### Продажі
Версії для PlayStation 4 та PlayStation 3 стали двома найбільш продаваними іграми в Японії протягом релізного тижня, продавшись 103 256 та 60 427 копіями для PS4 і PS3 відповідно. За словами Тошіхіро Наґоші, західні передзамовлення на Yakuza Kiwami були загалом хорошими для серії. У 2018 році Yakuza 0 та Yakuza Kiwami увійшли до колекції безсмертних хітів на Play Station. Версія для Windows свого часу стала одним з найпродаваніших нових релізів місяця в Steam на основі загального доходу за перші два тижні продажів.